# Amyl nitrit

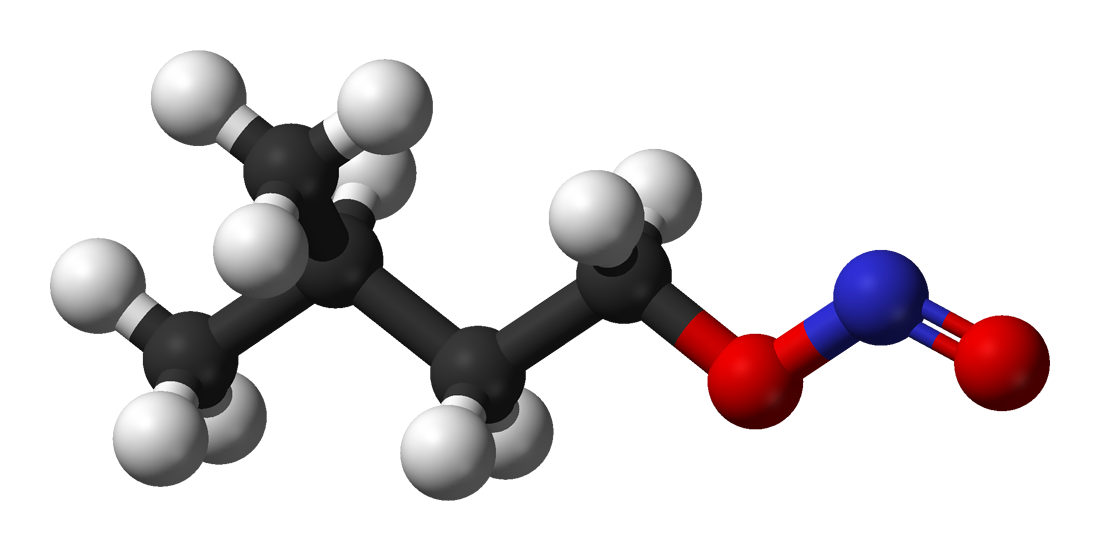
Cấu trúc của phân tử amyl nitrit.

Amyl nitrit là một hợp chất hóa học có công thức C 5 H 11 ONO. Nhiều loại đồng phân đã được biết đến, nhưng tất cả đều có nhóm amyl gắn với nhóm chức nitrit. Nhóm alkyl không hoạt động và các tính chất hóa học và sinh học chủ yếu là do nhóm nitrit. Giống như các nitrit alkyl khác, amyl nitrit có hoạt tính sinh học ở động vật có vú, là chất làm giãn mạch, là cơ sở được sử dụng như một loại thuốc kê đơn. Là một chất hít, nó cũng có tác dụng kích thích thần kinh, dẫn đến việc sử dụng nó để giải trí với mùi của nó được mô tả như mùi của tất cũ hoặc bàn chân bẩn.  Nó còn được gọi là khí chuối.
Nó được ghi nhận lần đầu tiên vào năm 1844 và được sử dụng trong y tế vào năm 1867.

## Nội dung
- Sử dụng
- Danh pháp
- Tổng hợp và phản ứng
- Tác dụng sinh lý
- Người giới thiệu
- Đọc thêm

## Sử dụng
- Amyl nitrit được sử dụng trong y tế để điều trị bệnh tim cũng như đau thắt ngực.
- Amyl nitrit đôi khi được sử dụng làm thuốc giải độc cho ngộ độc xyanua.  Nó có thể hoạt động như một chất oxy hóa, để tạo ra methemoglobin. Đến lượt mình, methemoglobin có thể cô lập xyanua dưới dạng cyanomethemoglobin.
- Amyl nitrit được sử dụng làm chất tẩy rửa và dung môi trong các ứng dụng công nghiệp và gia dụng. Nó thay thếdichlorodifluoromethane, một hóa chất công nghiệp bị cấm phổ biến vào năm 1996 do làm hỏng tầng ôzôn,  như một chất tẩy rửa bảng mạch in.[ cần dẫn nguồn ] Một lượng rất nhỏ được thêm vào một số loại nước hoa.
- Nó cũng được sử dụng để giải trí như một loại thuốc hít để tạo ra trạng thái hưng phấn ngắn và khi kết hợp với các loại thuốc kích thích gây say khác như cocaine hoặc MDMA, trạng thái hưng phấn sẽ tăng lên và kéo dài. Một khi một số loại thuốc kích thích hết tác dụng, một tác dụng phụ thường gặp là giai đoạn trầm cảm hoặc lo lắng, được gọi một cách thông tục là "đi xuống"; amyl nitrit đôi khi được sử dụng để chống lại những hậu quả tiêu cực này. Hiệu ứng này, kết hợp với tác dụng phân ly của nó, đã dẫn đến việc sử dụng nó như một loại thuốc tiêu khiển (xempoppers).

## Danh pháp
Thuật ngữ "amyl nitrit" bao gồm một số đồng phân. Trong các tài liệu cũ, tên amyl không có hệ thống thông thường thường được sử dụng cho nhóm pentyl, trong đó nhóm amyl là một nhóm alkyl mạch thẳng hoặc bình thường (n), và amyl nitrit tạo thành sẽ có công thức cấu trúc CH 3 (CH 2) 4 ONO, còn được gọi là n-amyl nitrit.
Một dạng phổ biến của amyl nitrit là đồng phân có công thức (CH 3) 2 CHCH 2 CH 2 ONO, có thể được gọi cụ thể hơn là isoamyl nitrit.
Amyl nitrat có tên tương tự có các đặc tính rất khác nhau. Đồng thời, isopropyl nitrit có cấu trúc tương tự và công dụng tương tự (còn được gọi là 'poppers') nhưng có tác dụng phụ tồi tệ hơn.

## Tổng hợp và phản ứng
Các alkyl nitrit được điều chế bằng phản ứng của rượu với axit nitơ:
ROH + HONO → RONO + H 2 O, trong đó R = nhóm ankyl
Phản ứng được gọi là phản ứng este hóa. Nhìn chung, tổng hợp ankyl nitrit rất đơn giản và có thể được thực hiện trong các phòng thí nghiệm tại nhà. Một quy trình phổ biến bao gồm thêm từng giọt axit sulfuric đậm đặc vào hỗn hợp đã nguội của dung dịch natri nitrit trong nước và rượu. Các intermediately-hình thành hỗn hợp cân bằng hóa học của nitơ dioxide và oxit nitric sau đó chuyển đổi rượu đến nitrit alkyl, trong đó, do mật độ thấp, sẽ tạo thành một lớp trên có thể dễ dàng chiết ra khỏi hỗn hợp phản ứng.
Isoamyl nitrit bị phân hủy khi có base để tạo ra muối nitrit và rượu isoamyl:
C 5 H 11 ONO + NaOH → C 5 H 11 OH + NaNO 2
Amyl nitrit, giống như các nitrit alkyl khác, phản ứng với cacbanion để tạo ra các oxim.
Các nitrit amyl cũng hữu ích làm thuốc thử trong quá trình sửa đổi phản ứng Sandmeyer. Phản ứng của alkyl nitrit với một amin thơm trong dung môi halogen hóa tạo ra một gốc thơm, sau đó giải phóng một nguyên tử halogen khỏi dung môi. Để tổng hợp aryl iodide, diiodomethane được sử dụng,  trong khi bromoform là dung môi được lựa chọn để tổng hợp aryl bromide.

## Tác dụng sinh lý
Một thùng chứa amyl nitrit ban đầu, Bảo tàng Hunterian, Glasgow
Amyl nitrit, chung với các nitrit alkyl khác,  là một chất làm giãn mạch mạnh; Nó làm giãn nở các mạch máu, dẫn đến giảm huyết áp. Amyl nitrit có thể được sử dụng trong quá trình thử nghiệm căng thẳng tim mạch ở những bệnh nhân nghi ngờ mắc bệnh cơ tim phì đại để gây giãn mạch và do đó làm giảm hậu tải và gây tắc nghẽn đường ra thất trái [ cần làm rõ ]bằng cách tăng gradient áp suất. Alkyl nitrit là một nguồn oxit nitric, tín hiệu để thư giãn các cơ không tự chủ. Hiệu ứng vật lý bao gồm giảm huyết áp, đau đầu, đỏ bừng mặt, nhịp tim tăng, chóng mặt, và nới lỏng các cơ bắp không tự nguyện, đặc biệt là các mạch máu tường và nội bộ và cơ vòng hậu môn bên ngoài. Không có triệu chứng cai nghiện. Các triệu chứngquá liều bao gồm buồn nôn, nôn, hạ huyết áp, giảm thông khí, khó thở và ngất xỉu. Các hiệu ứng được thiết lập rất nhanh chóng, thường trong vòng vài giây và biến mất trong vài phút. Amyl nitrit cũng có thể tăng cường trải nghiệm gây mê.